# 633 Zelima
633 Zelima је астероид главног астероидног појаса. Приближан пречник астероида је 34,37 ,
а средња удаљеност астероида од Сунца износи 3,017 астрономских јединица (АЈ).
Инклинација (нагиб) орбите у односу на раван еклиптике је 10,916 степени, а орбитални период износи 1914,670 дана (5,242 година). Ексцентрицитет орбите астероида износи 0,086.
Апсолутна магнитуда астероида износи 9,73 а геометријски албедо 0,191.
Астероид је откривен 12. маја 1907. године.